# تشارلز دولان
تشارلز فرنسيس دولان (بالإنجليزية: Charles Francis Dolan)‏ (16 أكتوبر 1926 – 28 ديسمبر 2024) رجل أعمال أمريكي ومؤسس شركة كيبل فيجن وقناة HBO التلفزيونية. عاش دولان مع زوجته هيلين آن في أويستر باي، وأنجبا ستة أبناء ثلاثة منهم يعملون في شركة كيبل فيجن.